# Souyeaux
Souyeaux é uma comuna francesa na região administrativa de Occitânia, no departamento dos Altos Pirenéus. Estende-se por uma área de 6,02 km². Em 2010 a comuna tinha 314 habitantes (densidade: 52,2 hab./km²).